# Ephelis dhahranalis
Ephelis dhahranalis is een vlinder uit de familie van de grasmotten (Crambidae), uit de onderfamilie van de Odontiinae. De wetenschappelijke naam van deze soort is voor het eerst voorgesteld als Emprepes dhahranalis door Hans Georg Amsel in een publicatie uit 1958.
De soort komt voor in Saudi-Arabië en is voor het eerst ontdekt in Dhahran.